# Paul Surer
Paul Surer (* 1905; † nach 1969) war ein französischer Romanist und Literaturwissenschaftler.

## Leben und Werk
Surer bestand 1934 die Agrégation de lettres und unterrichtete am Lycée Marcelin-Berthelot (LMB) in Saint-Maur-des-Fossés. Später war er Assistant und Maître-Assistant an der Sorbonne.
Surer war vor allem bekannt als Mitautor (zusammen mit Pierre-Georges Castex und Georges Becker) des „Castex-Surer“ (Verlag Hachette), eines in der zweiten Hälfte des 20. Jahrhunderts in Schulen und Universitäten viel benutzten Handbuchs der Literaturgeschichte mit dem Titel Manuel des études littéraires françaises (6 Bände, Paris 1946–1953, Ausgabe in 2 Bänden, Paris 1954, zuletzt 1992–1993; Ausgabe unter dem Titel Histoire de la littérature française, Paris 1974, 1977, 1984). Zusammen mit dem „Lagarde-Michard“ (von André Lagarde und Laurent Michard) war der Castex-Surer einer der prominentesten Vertreter der von Gustave Lanson eingeleiteten französischen Handbuchtradition.

## Weitere Werke
- Le Théâtre français contemporain, Paris 1964, 1986
- Cinquante ans de théâtre, Paris 1969